# Niquiá Ecological Station
Niquiá Ecological Station är ett naturreservat i Brasilien.   Det ligger i kommunen Caracaraí och delstaten Roraima, i den nordvästra delen av landet, 2 400 km nordväst om huvudstaden Brasília.
I omgivningarna runt Niquiá Ecological Station växer i huvudsak städsegrön lövskog. Trakten runt Niquiá Ecological Station är nära nog obefolkad, med mindre än två invånare per kvadratkilometer.